# Dicranomyia (Dicranomyia) flagellata
Dicranomyia (Dicranomyia) flagellata is een tweevleugelige uit de familie steltmuggen (Limoniidae). De soort komt voor in het Oriëntaals gebied.